# مات جونسون (موسيقي)
مات جونسون (بالإنجليزية: Matt Johnson)‏ هو موسيقي بريطاني، ولد في 15 أغسطس 1961 في لندن في المملكة المتحدة.

## وصلات خارجية
- مات جونسون على موقع IMDb (الإنجليزية)
- مات جونسون على موقع ميوزك برينز (الإنجليزية)
- مات جونسون على موقع ديسكوغز (الإنجليزية)
- مات جونسون على موقع قاعدة بيانات الفيلم (الإنجليزية)